# The Day of the Dolphin
The Day of the Dolphin é um filme norte-americano de 1973, do gênero suspense, dirigido por Mike Nichols e estrelado por George C. Scott e Trish Van Devere.
O filme, um fracasso artístico e comercial, é baseado no best-seller "Un Animal Doué de Raison", do autor francês Robert Merle. O protagonista usa golfinhos falantes para impedir o assassinato do presidente dos EUA.
Apesar dos pesares, o filme está na lista dos melhores da carreira de George C. Scott, segundo julgamento de Ken Wlaschin.

## Sinopse
O Doutor Jake Terrell e sua esposa Maggie investigam a inteligência dos golfinhos, que, acreditam eles, seriam capazes de falar. Harold DeMilo, diretor de uma grande corporação, patrocina o trabalho deles. Contudo, Curtis Mahoney, agente do governo, revela que DeMilo age em conjunto com um grupo de direita para sequestrar os cetáceos e usá-los para explodir o iate do presidente. Jake e Maggie têm de correr contra o tempo para salvar tanto seus golfinhos quanto seu presidente.

## Principais premiações
| Patrocinador                                            | Prêmio       | Categoria                                                       | Situação |
| ------------------------------------------------------- | ------------ | --------------------------------------------------------------- | -------- |
| Academia de Artes e Ciências Cinematográficas           | Oscar        | Melhor Mixagem de Som Melhor Trilha Sonora (Original Dramática) | Indicado |
| Associação de Correspondentes Estrangeiros de Hollywood | Golden Globe | Melhor Trilha Sonora Original                                   | Indicado |

## Elenco
| Ator/Atriz        | Personagem          |
| ----------------- | ------------------- |
| George C. Scott   | Doutor Jake Terrell |
| Trish Van Devere  | Maggie Terrell      |
| Paul Sorvino      | Curtis Mahoney      |
| Fritz Weaver      | Harold DeMilo       |
| Jon Korkes        | David               |
| Edward Herrmann   | Mike                |
| Leslie Charleson  | Maryanne            |
| John David Carson | Larry               |
| Victoria Racimo   | Lana                |
| John Dehner       | Wallingford         |
| Severn Darden     | Schwinn             |
| William Roerick   | Dunhill             |